# 大藍洞
大藍洞（英语：Great Blue Hole）是全世界最大的水下洞穴，位於貝里斯外海約60哩（96.5公里）處，鄰近燈塔礁（Lighthouse Reef）。大藍洞外觀呈圓形，直徑約1000呎（304公尺），深約400呎（122公尺）。大藍洞為石灰岩洞，疑似因海水上升，洞頂隨之塌陷，遂變成水下洞穴。
現今的大藍洞是一個名聞遐邇的潛水勝地，世界著名的水肺潛水專家雅各-伊夫·庫斯托（Jacques-Yves Cousteau）將大藍洞評為世界十大潛水寶地之一，並於1971年進行探勘測繪。